# Ctenus hibernalis
Ctenus hibernalis är en spindelart som beskrevs av Nicholas Marcellus Hentz 1844. Ctenus hibernalis ingår i släktet Ctenus och familjen Ctenidae. Inga underarter finns listade i Catalogue of Life.